# Prolitha
Prolitha là một chi bướm đêm thuộc họ Noctuidae.